# Dioniza
Dioniza – żeński odpowiednik imienia Dionizy. Imię to pochodzi z Grecji, od Dionizosa, greckiego boga wina.
Dioniza imieniny obchodzi 15 maja, 2 października, 6 grudnia.
Inną formą imienia Dioniza jest Dionizja.
Zdrobnienia: Dionizia, Dyzia, Dionka, Nizia.
Wspomnienie w Kościele: 12 grudnia.
Obce formy: (ang.) Denise, Denice, Denyse.

## Znane postacie o imieniu Dioniza
- Dyzia, postać z książki Kubuś Fatalista i jego Pan,
- Denise Levertov amerykańska poetka.